# Жёлто-пёстрый медосос
Жёлто-пёстрый медосос (лат. Xanthotis macleayanus) — вид воробьиных птиц из семейства медососовых (Meliphagidae). Эндемик Австралии, где встречается только в северной части Квинсленда, от Куктауна до южной оконечности национального парка Paluma Range.

## Описание
Длина тела 17—21,5 см. Вес самца 30—39 г, самки — 25,5—31 г. Хвост довольно короткий.
Эти птицы преимущественно насекомоядны, но также питаются нектаром и фруктами. Миграций (кроме, возможно, локальных сезонных) они не совершают.
Естественной средой обитания являются тропические сухие и влажные равнинные леса.
МСОП присвоил таксону охранный статус «Виды, вызывающие наименьшие опасения» (LC).